# Киреев, Олег Хусаинович
Оле́г Хусаи́нович Кире́ев (род. 6 февраля 1963, Уфа) — российский джазовый музыкант, саксофонист, Народный артист РБ,композитор, продюсер.

## Биография
Окончил музыкальную школу в Уфе по классу фортепьяно. В 1978 году поступил в Уфимское училище искусств на эстрадно-джазовое отделение по классу саксофон. Обучался в классе у педагога Наиля Абдуловича Утяшева. В 1982 году окончил училище и был призвал в армию. В 1982 году по приглашению самарского пианиста Григория Фаина в возрасте 19 лет вышел со своим армейским коллективом на сцену самарского фестиваля «Джаз над Волгой». В репертуаре были только авторские композиции в стиле джаз-рок.
После армии вернулся в Уфу и стал играть в различных местных коллективах. В 1980-82 годах и 1996 году был музыкантом Башкирской государственной филармонии, с 1985 года работал педагогом в Детской музыкальной школе № 11 города Уфы. На его творчество оказали влияние тромбонист Вячеслав Назаров (экс-оркестр Олега Лунгстрема, «Аллегро»), был под впечатлением от выступлений приезжавших в Уфу «Аллегро» Левиновского, «Арсенала» Алексея Козлова, Игорь Бутман, Лариса Долина, записи Чика Кориа, Майлса Дейвиса, Джона Колтрейна, Декстера Гордона.
C 1986 года Киреев работал музыкантом Башкирского республиканского объединения музыкальных ансамблей. В 1986 году Киреев собрал ансамбль «Орлан». Концепция была ориентирована на создание джазовых обработок башкирской народной музыки в авторском изложении с использованием электроники и народных инструментов. Ансамбль был удостоен наград на фестивалях этнической и джазовой музыки, становясь лауреатом фестивалей как в стране, так и за рубежом.
В 1989 году «Орлан» выпустил на «Мелодии» альбом «Башкирские легенды». В 1991 году «Орлан» распадался, многие музыканты уехали в Таиланд. Киреев уехал в Польшу. В варшавском клубе Remont выступал с составом ансамбля Майлса Дейвиса, который выступал на фестивале Jazz Jamboree. До 1994 года прожил в Кракове, где являлся арт-директором джазового клуба Ogrudek. В 1994 году по приглашению американского саксофониста Бада Шенка уехал в Сиэтл для получения образования.
В 1996-м квартет Олега Киреева получил диплом «За выдающееся выступление» на фестивале в Монтрё, вскоре вышел записанный в Польше альбом Song For Sonny. В 1997 году Киреев впервые выступил на Бирмингемском международном джазовом фестивале в Великобритании, стал выступать в клубах и на фестивалях.
В 1998 году переехал в Москву, гастролировал и являлся организатором джазовых концертов, фестивалей и представлений. В 1999 году создал проект «Фэн Шуй Джаз Театр», тяготевший как к башкирской и татарской этнической музыке, так и вбиравший в себя музыку народов всего мира. Проект просуществовал до 2009 года. Музыканты выступали в Нью-Йорке на сцене Simphony Space в Манхэттене, журнал Jazz Improv NY в апреле 2008 года вышел с портретом Киреева на обложке. В 2007—2008 годах «Фэн Шуй Джаз Театр» гастролировал в Европе.
В 2006 году Киреев стал одним из основателей джазового клуба Москвы, расположенного в Брюсовом переулке в цокольном этаже здания, которое принадлежит Союзу московских композиторов. «Джазовая Мекка России» — так русские журналисты назвали этот клуб.
В первый год своего существования клуб, по личному приглашению Киреева, представил мастеров джаза современности: Джошуа Редмана, Дайан Шуур, Бастера Уильямса, Виктора Бейли, Скотта Хэмилтона, Эла Фостера и других.
В 2011 году сотрудничество с учредителями джаз клуба "Союз Композиторов" завершилось.
С 2006 года Киреев снова стал гастролировать в США, выступая на концертных площадках Нью-Йорка (клубы Iridium, Smalls, Smoke), Вашингтона (Blues Alley), Филадельфии, Сан-Франциско и т. д. В 2007 году на нью-йоркском лейбле Jazzheads вышел его этнический музыкальный проект «Мандала». В том же году альбом был заявлен в категории The Best Contemporary Jazz Album премии «Грэмми».
В 2009 году на студии Тони Беннетта в Нью-Йорке Киреев записал новый альбом с американскими музыкантами (Кит Джаворс — фортепьяно, И-Джей Стрикленд — ударные, Борис Козлов — бас), релиз которого состоялся в марте 2010-го.
Киреев стал одним из организаторов глобального международного фестиваля в Москве «Классика и джаз». Фестиваль проходил в период с 2011 по 2013 годы в парке Царицыно.
25 сентября 2010 года был назначен советником президента Республики Башкортостан по культуре.
В сентябре 2014 года Российский рекорд лэйбл «Арт Бит» выпустил двойной альбом Олег Киреева – «Орлан. Башкирский караван / Башкирские легенды». Этот релиз – исторический в главном, целевом смысле слова: не дать отличной музыке пропасть в архивах, вернуть ей достойное место в культуре России и, по возможности, украсить качественным современным звучанием. На выходе – образец этно-джаз-фьюжна, достойный как прослушивания, так и изучения начинающими джазменами.
Тогда же "Арт Бит" выпустил альбом "Summertime" записанный Олегом Киреевым в дуэте с давним партнером и другом, джазовым пианистом Евгением Гречищевым. Альбом был записан и сведен на студии "Мосфильм" в 2014г.
В мае 2014 года Олег Киреев основал джаз клуб "Академический", который получил свое название благодаря своему месторасположению, в ресторане гостиницы "Академическая", расположенной на пересечении Шаболовки и Ленинского проспекта. В мае 2018г. джаз клуб переехал на ул. Арбат 38 стр 1.
31 мая 2016 года состоялся официальный релиз второго совместного с Китом Джаворсом альбома — «The Meeting». Альбом был записан в Нью Йорке весной 2015г., вышел на американском независимом лейбле Inarhyme Records и тем же летом достиг 25-й позиции в официальном хит-параде джазового радиовещания в США — Jazzweek, который складывается по результатам ротации треков на более чем 30 американских джазовых радиостанциях. В конце 2016г. JazzWeek опубликовало результаты статистики, согласно которым альбом «The Meeting» включён в 100 самых популярных джазовых альбомов США 2016 года.
В записи альбома приняли участие титан джазовой трубы Том Харрелл (Tom Harrell), прославленный басист Бен Уильямс (Ben Williams) и изобретательного барабанщик И Джей Стрикланд (EJ Stricland), работавшего с Рави Колтрейном. Помимо iTunes-релиза, альбом вышел в виде делюкс-издания на компакт-диске, включающего два дополнительных трека и обширную статью прославленного джазового критика Ховарда Мэндела.
В 2019 году Олег Киреев под псевдонимом ОлеК представил новый альбом «Romantic Sax». Музыка «дышит» нежностью и сочетает в себе романтическое настроение и глубокий приятный звук саксофона.
Основатель ивент-агентства «Арт Атмосфера».

## Дискография
- 1989 — Ансамбль Олега Киреева «Орлан» — Башкирские легенды
- 1994 — «Романтик»
- 1995 — Song for Sonny
- 2000 — Love Letters
- 2002 — Tea Art
- 2003 — British concert
- 2004 — Mandala
- 2006 — Galaxy
- 2006 — Eurasia
- 2008 — Mandala — new edition
- 2010 — Rhyme and Reason
- 2012 — Орлан. Башкирский караван
- 2014 — Summertime (c Евгением Гречищевым)
- 2012 — Орлан. Башкирский караван / Башкирские легенды (2CD, переиздание)
- 2016 — "The Meeting"
- 2019 — "Romantic sax"

### Студийные альбомы
| №  | Название                   | Автор(ы)                        | Длительность |
| -- | -------------------------- | ------------------------------- | ------------ |
| 1. | «Abdrahman»                | Олег Киреев                     | 6:40         |
| 2. | «Карабай»                  | Олег Киреев                     | 8:51         |
| 3. | «Singing Reed»             | Олег Киреев                     | 6:48         |
| 4. | «Башкирский сельский блюз» | Олег Киреев                     | 3:10         |
| 5. | «Сабантуй»                 | Countryside Jubilee,Олег Киреев | 8:59         |
| 6. | «Снежный Апрель»           | Олег Киреев                     | 1:09         |

| №   | Название                                 | Длительность |
| --- | ---------------------------------------- | ------------ |
| 1.  | «The Days Of Win And Roses (G. Mancini)» | 2:26         |
| 2.  | «Meditation»                             | 2:55         |
| 3.  | «Sweet Woman (O. Kirejev)»               | 3:38         |
| 4.  | «Love For Sale (C. Porter)»              | 3:45         |
| 5.  | «I Love You (C. Porter)»                 | 3:08         |
| 6.  | «Romantic (O. Kirejev)»                  | 4:04         |
| 7.  | «Autumn Leaves (J. Kosma)»               | 4:24         |
| 8.  | «My Secret Love (S. Fain)»               | 4:14         |
| 9.  | «Beautiful Love (V. Young)»              | 3:45         |
| 10. | «Au Privave (Ch. Parker)»                | 3:43         |

| №  | Название                                 | Длительность |
| -- | ---------------------------------------- | ------------ |
| 1. | «Prelude (Олег Киреев)»                  | 2:26         |
| 2. | «Night Flights (Олег Киреев)»            | 2:55         |
| 3. | «Dance Under The Water (Олег Киреев)»    | 3:38         |
| 4. | «Where Are You (Олег Киреев)»            | 3:45         |
| 5. | «O Mama Mia (Олег Киреев)»               | 3:08         |
| 6. | «Love (Олег Киреев)»                     | 4:04         |
| 7. | «Somewhere (Олег Киреев)»                | 4:24         |
| 8. | «Every Day We Say Goodbye (Олег Киреев)» | 4:14         |

| №  | Название                                                 | Длительность |
| -- | -------------------------------------------------------- | ------------ |
| 1. | «Polka Dots And Moonbeams (Jimmy Van Heusen)»            | 2:26         |
| 2. | «As Time Goes By (Hermann Hupfeld)»                      | 2:55         |
| 3. | «Wave (Antonio Carlos Jobin)»                            | 3:38         |
| 4. | «You Don't Know What Love Is (Dan Raye & Gene de Paul)»  | 3:45         |
| 5. | «Secret Love (Fain / Webster)»                           | 3:08         |
| 6. | «I Thought About You (Johnny Mercer / Jimmy Van Heusen)» | 4:04         |
| 7. | «Tenor Madness (Sonny Rollins)»                          | 4:24         |
| 8. | «Song For Sonny (Oleg Kirejev)»                          | 4:14         |

| №  | Название                                     | Длительность |
| -- | -------------------------------------------- | ------------ |
| 1. | «I love you (Cole Porter)»                   | 2:26         |
| 2. | «Autumn Leaves (Joseph Cosma)»               | 2:55         |
| 3. | «Blue Monk (Thelonius Monk)»                 | 3:38         |
| 4. | «St. Tomas (Sonny Rollins)»                  | 3:45         |
| 5. | «The Days of Vine and Roses (Henry Mancini)» | 3:08         |
| 6. | «Blue Bossa (Kenny Dorham)»                  | 4:04         |
| 7. | «Mack the knife (Kurt Weil)»                 | 4:24         |
| 8. | «In A Sentimental Mood (Duke Ellington)»     | 4:14         |
| 9. | «All of me (Seymour Simons/Gerald Marks)»    | 4:24         |

| №  | Название                 | Длительность |
| -- | ------------------------ | ------------ |
| 1. | «Дух Воды (Олег Киреев)» | 2:26         |
| 2. | «Улун (Олег Киреев)»     | 2:55         |
| 3. | «Восток (Олег Киреев)»   | 3:38         |

| №  | Название                                          | Длительность |
| -- | ------------------------------------------------- | ------------ |
| 1. | «Galaxy (Олег Киреев)»                            | 2:26         |
| 2. | «Deja vus (Олег Киреев)»                          | 2:55         |
| 3. | «Night Train (Олег Киреев/В.Кацман)»              | 3:38         |
| 4. | «Lapland (Олег Киреев)»                           | 3:45         |
| 5. | «Танец невест (folk Moldova)»                     | 3:08         |
| 6. | «Звезда (Олег Киреев)»                            | 4:04         |
| 7. | «Jazz Africa (Олег Киреев)»                       | 4:24         |
| 8. | «Oriental (Караван) (D. Ellington - Олег Киреев)» | 4:14         |
| 9. | «Prince's Smile (Олег Киреев)»                    | 4:24         |

| №  | Название                           | Длительность |
| -- | ---------------------------------- | ------------ |
| 1. | «Духи Севера (Олег Киреев)»        | 2:26         |
| 2. | «Башкирский Караван (Олег Киреев)» | 2:55         |
| 3. | «Iokhor (Фолк)»                    | 3:38         |
| 4. | «Парафраз (Олег Киреев)»           | 3:45         |
| 5. | «Tonto (Фолк)»                     | 3:08         |
| 6. | «Танец Шамана (Олег Киреев)»       | 4:24         |
| 7. | «Мираж (Олег Киреев»               | 4:14         |

| №  | Название      | Длительность |
| -- | ------------- | ------------ |
| 1. | «Mandala»     | 3:38         |
| 2. | «Ai Ya Haiya» | 7:34         |
| 3. | «Zhok»        | 9:18         |
| 4. | «Lullaby»     | 9:34         |
| 5. | «East»        | 7:47         |

| №  | Название                | Длительность |
| -- | ----------------------- | ------------ |
| 1. | «Rhyme and Reason»      | 7:06         |
| 2. | «Sierra Nicole's Bossa» | 8:06         |
| 3. | «Springtime»            | 8:42         |
| 4. | «Happenstance»          | 8:13         |
| 5. | «What Is Love»          | 10:32        |
| 6. | «Chinatown»             | 11:24        |

| №   | Название                | Длительность |
| --- | ----------------------- | ------------ |
| 1.  | «Hiding Out»            | 6:11         |
| 2.  | «Truly Yours»           | 5:04         |
| 3.  | «I Caught You In A Lie» | 3:37         |
| 4.  | «Sunday Morning»        | 4:26         |
| 5.  | «Doo Boo Bop»           | 2:54         |
| 6.  | «Now I Onder»           | 5:04         |
| 7.  | «House On The Hill»     | 5:24         |
| 8.  | «I've Got An Itch»      | 3:30         |
| 9.  | «Petit Pois»            | 2:36         |
| 10. | «Lottery Day»           | 3:42         |
| 11. | «Her Beautiful Soul»    | 4:57         |
| 12. | «Fly Free»              | 4:58         |

| №  | Название                         | Длительность |
| -- | -------------------------------- | ------------ |
| 1. | «Башкирский Караван»             | 7:53         |
| 2. | «Интерлюдия № 1»                 | 8:59         |
| 3. | «Tатарский танец»                | 3:10         |
| 4. | «Салават»                        | 7:45         |
| 5. | «Интерлюдия №2»                  | 8:37         |
| 6. | «Куваш купере»                   | 2:29         |
| 7. | «Татарский танец – радио версия» | 4:37         |
| 8. | «Interlude #2»                   | 3:15         |

| №  | Название              | Длительность |
| -- | --------------------- | ------------ |
| 1. | «Intro»               | 1:47         |
| 2. | «Summertime»          | 5:07         |
| 3. | «Song for My Brother» | 4:54         |
| 4. | «Sweet Woman»         | 2:48         |
| 5. | «Laplandia»           | 5:27         |
| 6. | «Prelude, Pt. 1»      | 3:43         |
| 7. | «Prelude, Pt. 2»      | 3:47         |
| 8. | «Why?»                | 3:54         |

| №  | Название                                  | Длительность |
| -- | ----------------------------------------- | ------------ |
| 1. | «April (Олег Киреев)»                     | 6:30         |
| 2. | «Inwardly (Keith Javors)»                 | 5:51         |
| 3. | «Estate (Martino/Brighetti)»              | 6:58         |
| 4. | «The Meeting (Keith Javors)»              | 5:58         |
| 5. | «Caravan (Tizol/Ellington)»               | 8:06         |
| 6. | «Body and Soul (Heyman/Sour/Eyton/Green)» | 3:41         |
| 7. | «Fresh Blues (Олег Киреев)»               | 4:58         |
| 8. | «Fresh Blues (alt. take) (Олег Киреев)»   | 6:37         |
| 9. | Без названия                              | 5:06         |

| №  | Название              | Длительность |
| -- | --------------------- | ------------ |
| 1. | «Anna's Song»         | 5:30         |
| 2. | «Rainy Day»           | 5:04         |
| 3. | «Happy»               | 4:03         |
| 4. | «Havana»              | 3:27         |
| 5. | «Besame Mucho»        | 8:06         |
| 6. | «My Heart Will Go On» | 4:48         |
| 7. | «Historia De Un Amor» | 3:26         |
| 8. | «Umbrella»            | 3:06         |
| 9. | Без названия          | 4:28         |

Государственные награды
1 марта 2012 — Народный артист Республики Башкортостан